# Burg Maus
Burg Maus är en borg i Sankt Goarshausen i det tyska förbundslandet Rheinland-Pfalz. Den uppfördes från 1353 till 1388. Burg Maus är sedan 2002 upptagen på Unescos världsarvslista.
Borgen började uppföras 1353 på initiativ av ärkebiskop Bohemund II av Trier och slutfördes 1388. Borgen förföll under 1500- och 1600-talen. Mellan 1900 och 1906 företogs en restaurering. Burg Maus skadades av bombningar under andra världskriget.